# 281272 Arnaudleroy
281272 Arnaudleroy è un asteroide della fascia principale. Scoperto nel 2007, presenta un'orbita caratterizzata da un semiasse maggiore pari a 2,7510305 UA e da un'eccentricità di 0,2113413, inclinata di 6,90985° rispetto all'eclittica.